# Австрійський футбольний союз
Австрійський футбольний союз (АФС) (нім. Österreichischer Fußball-Bund (ÖFB)) — асоціація, що здійснює контроль і управління футболом в Австрії. Штаб-квартира розташована у  Відні. АФС заснований у 1904 році, член ФІФА з 1905 року, а УЄФА з 1954 року. Асоціація організовує діяльність та здійснює керування національними збірними з футболу, включаючи головну національну збірну та жіночу збірну з футболу.
Під егідою федерації проводяться змагання в  Австрійській футбольній бундеслізі, та Кубок Австрії з футболу.